# هارولد روزنبرغ
هارولد روزنبرغ (بالإنجليزية: Harold Rosenberg)‏ (و. 1906 – 1978 م) هو مؤرخ الفن من الولايات المتحدة الأمريكية . ولد في مدينة نيويورك .
توفي في مدينة نيويورك .

## روابط خارجية
- هارولد روزنبرغ على موقع الموسوعة البريطانية (الإنجليزية)